# ایان استوارت (راننده مسابقه)
ایان مک‌فرسون مک‌کالوم استوارت (انگلیسی: ‎Ian Macpherson McCallum Stewart‎؛ زادهٔ ۱۵ ژوئیهٔ ۱۹۲۹ در ادینبرا، درگذشتهٔ ۱۹ مارس ۲۰۱۷ در کریف، پرتشر) رانندهٔ مسابقات اتومبیل‌رانی اهل بریتانیا بود که در فصل ۱۹۵۳ در مجموع در یک گراند پری از مسابقات جهانی فرمول یک شرکت کرد، اما موفق به کسب هیچ امتیازی نشد.
استوارت در ۱۹ مارس ۲۰۱۷ در کریف، پرتشر درگذشت.